# 夢斷英倫
《夢斷英倫》（英語：Lady Jane）是一部英國電影，講述英國的傳奇“九日女王”琴·格蕾從與男友私奔到被父親推上王位、再被瑪麗一世逼迫退位和處死的故事。

## 故事大綱
故事講述琴本來是一個無憂無慮的女孩。雖然她亦是皇室的成員，但其實只是一個比較疏離的成員，所以她也沒有幻想過會得到甚麼富貴。不過後來歷史使然，因為她的新教徒身份，她被指定為愛德華六世的繼位者。原本她的家公希望琴把皇位交給自己的兒子，然後在背後操控朝廷，不過這計劃被兒子識全了。在琴登位的一天，皇夫先著令所有人迴避，然後努力勸服琴親政。之後，為免家公再度以各種手段干政，二人密謀把他送往前線去。誰料因為軍人背叛，結果使瑪麗一世兵臨城下，而琴在跟瑪麗一世道歉後，在西班牙皇儲的密令下被殺。

## 外部連結
- 互联网电影数据库（IMDb）上《Lady Jane》的资料（英文）
- AllMovie上《Lady Jane》的资料（英文）